# Военные награды и знаки отличия Индии
Военные награды и знаки отличия Индии являются частью развитой наградной системы республики Индия, включающей, кроме военных, награды за гражданскую службу, службу в полиции и тд. Награды полиции, пожарной службы, службы исправительных учреждений, добровольных народных дружин и гражданской обороны, а также медали береговой охраны не включены в систему военных наград, но являются частью наградной системы государства. Военная наградная система, сформировалась под влиянием британских колониальных традиций и получила развитие после обретения Индией независимости в 1947 году. Высшей военной наградой за воинскую доблесь является «Парам Вир Чакра», учреждённая 26 января 1950 года и применяемая к подвигам, совершённым с 3 ноября 1947 года.
Система военных наград включает в себя боевые награды (за храбрость), служебные награды (за выдающуюся службу), награды за участие в конкретной военной компании и памятные и юбилейные награды. Основные типы наград различаются и по форме и по содержанию:
- Медали➤
- Упоминания в депешах➤
- Почётная грамота начальника штаба➤

## История
На протяжении веков в Индии существовала традиция почитания героизма и воинской доблести, выражавшаяся в различных формах наград и памятных знаков. Эти традиции эволюционировали от древних времён до современной системы государственных наград.

### Древний период
В ведийскую эпоху воины получали долю от военной добычи в качестве вознаграждения. В эпический период, особенно в «Махабхарате», подчёркивалась духовная значимость героической смерти на поле боя, которая считалась путём в высшие миры. В Южной Индии с II века н. э. стали возводить вираккалы — каменные стелы в память о павших героях, что подтверждается сангамской литературой.

### Средневековье
В средневековой Индии правители награждали отличившихся воинов титулами (такими как «хан», «малик»), земельными наделами (икта), а также почётными одеждами и привилегиями, включая право на использование церемониальной музыки.

### Британский период
С установлением британского владычества в Индии появились награды, введённые Ост-Индской компанией, такие как медали за кампании в Декане (1778—1784), Майсуре (1791—1792) и Серингапатаме (1799). Позже, после Крымской войны, в 1856 году был учреждён Крест Виктории — высшая военная награда Британской империи.

### Независимая Индия
После обретения независимости в 1947 году и провозглашения республики в 1950 году Индия ввела собственные награды. Первыми были учреждены «Парам Вир Чакра», «Маха Вир Чакра» и «Вир Чакра», заменившие британские Крест Виктории и Орден «За заслуги». Позже были добавлены «Ашока Чакра» (за доблесть вне поля боя), а также медали за долгую службу и заслуги.
После войн с Пакистаном в 1965 и 1971 годах появились новые награды, такие как Звезда «Самар Сева» и Медаль «Санграм». Современная система включает две категории: боевые награды и небоевые награды.

## Медали

### Награды за храбрость
| Лента | Название                                                     | Примечания                                                                                         |
| ----- | ------------------------------------------------------------ | -------------------------------------------------------------------------------------------------- |
|       | Парам Вир Чакра (PVC) хинди परमवीर चक्र англ. Param Vir Chakra | высшая военная награда за исключительную доблесть в бою, аналог российской медали «Золотая Звезда» |
|       | Махавир Чакра (MVC) хинди महावीर चक्र англ. Maha Vir Chakra     | за выдающееся мужество в боевых условиях                                                           |
|       | Вир Чакра (VrC) хинди वीर चक्र англ. Vir Chakra                | за проявленную храбрость на поле боя                                                               |

| Лента | Название                                             | Примечания                                                          |
| ----- | ---------------------------------------------------- | ------------------------------------------------------------------- |
|       | Ашока Чакра (AC) хинди अशोक चक्र англ. Ashok Chakra    | высшая награда за доблесть в мирное время (аналог «Креста храбрых») |
|       | Кирти Чакра (KC) хинди कीर्ति चक्र англ. Kirti Chakra    | вторая по значимости награда за храбрость в мирное время            |
|       | Шаурья Чакра хинди शौर्य चक्र (SC) англ. Shaurya Chakra | третья ступень за мужество в небоевых условиях                      |

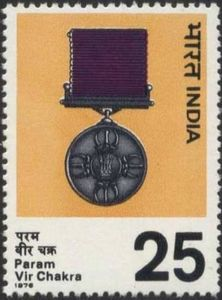
Парам Вир Чакра — высшая военная награда Индии

Кавалер каждой из наград за храбрость получает дополнительное денежное пособие.
| Награда         | Размер пособия |
| --------------- | -------------- |
| Парам Вир Чакра | 20 000 ₹       |
| Маха Вир Чакра  | 10 000 ₹       |
| Вир Чакра       | 7000 ₹         |
| Ашока Чакра     | 12 000 ₹       |
| Кирти Чакра     | 9000 ₹         |
| Шаурья Чакра    | 6000 ₹         |

Кроме этого, все кавалеры наград за храбрость получают право на скидку 75 % на авиаперелёты на внутренних авиарейсах и бесплатный проезд в вагонах 1-го класса/AC-II Индийских железных дорог.

### Награды за выдающуюся службу
|  | Медаль «Сарвоттам Юдх Сева» (SYSM) хинди युद्ध सेवा मेडल англ. Sarvottam Yudh Seva |
|  | Медаль «Уттама Юдх Сева» (UYSM) хинди युद्ध सेवा मेडल англ. Uttam Yudh Seva        |
|  | Медаль «Юдх Сева» (YSM) хинди युद्ध सेवा मेडल англ. Yudh Seva                      |

|  | Медаль «Парам Вишишт Сева» (PVSM) хинди परम विशिष्ट सेवा मेडल англ. Param Vishisht Seva |
|  | Медаль «Ати Вишишт Сева» (AVSM) хинди अति विशिष्ट सेवा मेडल англ. Ati Vishisht Seva      |
|  | Медаль «Вишишт Сева» (VSM) хинди विशिष्ट सेवा मेडल англ. Vishisht Seva                  |

|  | Сена (Армия) (SM) хинди सेना पदक англ. Sena          |
|  | Нау Сена (Флот) (NM) хинди नौसेना पदक англ. Nau Sena  |
|  | Ваю Сена (ВВС) (VM) хинди वायुसेना पदक англ. Vayu Sena |

Награждённые за выдающуюся службу получают дополнительное денежное довольствие от своего рода вооружённых сил. К примеру, армия Индии производить ежемесячную денежную выплату 6000 ₹ каждому награждённому медалью «Сена». Кроме этого им предоставляются скидку при покупке авиационных и железнодорожных билетов в размере 75 % от стоимости билета.

### Пост-номинальный титул
Латинские буквы стоящие после названия награды являются постноминальным титулом — почётным акронимом, который в качестве почётного права даётся кавалеру награды для размещения после имени. К примеру начальник штаба ВМФ Индии, адмирал Лакшминаян Рамдас, награждённый за период службы большим количеством наград, имел право после имени писать только четыре акронима PVSM, AVSM, VrC, VSM, так как являлся кавалером этих наград: Laxminarayan Ramdas, PVSM, AVSM, VrC, VSM.
Постноминальные титулы были введены в наградную систему Индии решением Президента Индии, опубликованном 19 августа 1967 года:
| Награда           | Акроним  |
| ----------------- | -------- |
| Ашока Чакра       | A.C.     |
| Кирити Чакра      | K.C.     |
| Шаурья Чакра      | S.C.     |
| Парам Вишишт Сева | P.V.S.M. |
| Ати Вишишт Сева   | A.V.S.M. |
| Вишишт Сева       | V.S.M.   |
| Сена              | S.M.     |
| Нау Сена          | N.M.     |
| Ваю Сена          | V.M.     |

### Медали за компанию
|  | Медаль «За ранение»        |
|  | Медаль «За общие заслуги»  |
|  | Медаль «Саманья Сева»      |
|  | Медаль «За особые заслуги» |
|  | Звезда «Самар Сева»        |
|  | Восточная звезда           |
|  | Западная звезда            |
|  | Звезда «Операция Виджай»   |
|  | Медаль «Ледник Сиачен»     |
|  | Медаль «Ракша»             |
|  | Медаль «Санграм»           |
|  | Медаль «Операция Виджай»   |
|  | Медаль «Операция Пракрам»  |
|  | Медаль «Сайнья Сева»       |
|  | Медаль «Учч Тунгта»        |
|  | Медаль «Видеш Сева»        |

### Награды за выслугу
|  | Медаль «За заслуги» хинди सराहनीय सेवा पदक                                    |
|  | Медаль «За долгую и безупречную службу» хинди लंबे समय से सेवा और अच्छा आचरण पदक |
|  | Медаль «За 30 лет безупречной службы» хинди 30 वर्ष लम्बी सेवा पदक             |
|  | Медаль «За 20 лет безупречной службы» хинди 20 वर्ष लम्बी सेवा पदक             |
|  | Медаль «За 9 лет безупречной службы» хинди 9 वर्ष लम्बी सेवा पदक               |
|  | Орден Территориальной армии хинди प्रादेशिक सेना सम्मान                           |
|  | Медаль Территориальной армии хинди प्रादेशिक सेना पदक                           |

## Юбилейные медали
|  | Медаль Независимости Индии хинди भारतीय स्वतंत्रता पदक                |
|  | Медаль «75 лет независимости Индии» хинди 75 वें स्वतंत्रता वर्षगांठ पदक |
|  | Медаль «50 лет независимости Индии» хинди 50 वें स्वतंत्रता वर्षगांठ पदक |
|  | Медаль «25 лет независимости Индии» хинди 25 वें स्वतंत्रता वर्षगांठ पदक |

## Порядок очерёдности медалей
В 2001 году Президент Индии Кочерил Раман Нараянан утвердил порядок очерёдности наград, носимых на форме или гражданской одежде.
| Старшинство | Тип                           | Название | Примечания |
| ----------- | ----------------------------- | --- | --- |
| 1           | Гражданская                   | Бхарат ратна                                                                                                | Высшая гражданская награда государства https://web.archive.org/web/20080308203133/http://faculty.winthrop.edu/haynese/india/medals/BRatna.html |
| 2           | Военная                       | Парам Вир Чакра                                                                                             | Высшая военная награда государства https://web.archive.org/web/20080406065915/http://faculty.winthrop.edu/haynese/india/medals/PVC.html |
| 3           | Гражданская/Военная           | Ашока Чакра                                                                                                 | Высшая награда за смелость в мирное время https://web.archive.org/web/20080308210818/http://faculty.winthrop.edu/haynese/india/medals/AC.html |
| 4           | Гражданская                   | Падма вибхушан                                                                                              | Высшая гражданская награда за служение нации в любой области, включая правительственную службу https://web.archive.org/web/20080220233808/http://faculty.winthrop.edu/haynese/india/medals/PVibhushan.html |
| 5           | Гражданская                   | Падма бхушан                                                                                                | https://web.archive.org/web/20080308211314/http://faculty.winthrop.edu/haynese/india/medals/PVSM.html |
| 6           | Военная                       | Сарвоттам Юдх Сева                                                                                          | |
| 7           | Военная                       | Медаль «Парам Вишишт Сева»                                                                                  | https://web.archive.org/web/20080308211314/http://faculty.winthrop.edu/haynese/india/medals/PVSM.html |
| 8           | Военная                       | Махавир Чакра                                                                                               | https://web.archive.org/web/20080723172554/http://faculty.winthrop.edu/haynese/india/medals/MVC.html |
| 9           | Гражданская/Военная           | Кирти Чакра                                                                                                 | https://web.archive.org/web/20080308203138/http://faculty.winthrop.edu/haynese/india/medals/KC.html |
| 10          | Гражданская                   | Падма Шри                                                                                                   | https://web.archive.org/web/20080308210856/http://faculty.winthrop.edu/haynese/india/medals/PadmaShri.html |
| 11          | Гражданская                   | Сарвоттам Дживан Ракша Падак                                                                                | https://web.archive.org/web/20080308203210/http://faculty.winthrop.edu/haynese/india/medals/SJRP.html |
| 12          | Военная                       | Уттама Юдх Сева                                                                                             | https://web.archive.org/web/20080508195214/http://faculty.winthrop.edu/haynese/india/medals/UYSM.html |
| 13          | Военная                       | Медаль «Ати Вишишт Сева»                                                                                    | https://web.archive.org/web/20080508194925/http://faculty.winthrop.edu/haynese/india/medals/AVSM.html |
| 14          | Военная                       | Вир Чакра                                                                                                   | https://web.archive.org/web/20080308210305/http://faculty.winthrop.edu/haynese/india/medals/VrC.html |
| 15          | Гражданская/Военная           | Шаурья Чакра                                                                                                | https://web.archive.org/web/20080308210300/http://faculty.winthrop.edu/haynese/india/medals/SC.html |
| 16          | Полиция/Пожарные              | Медаль президента за храбрость для полиции и пожарной службы                                                | https://web.archive.org/web/20080508195118/http://faculty.winthrop.edu/haynese/india/medals/PPFSMG.html |
| 17          | Полиция                       | President's Police Medal for Gallantry                                                                      | https://web.archive.org/web/20080508214420/http://faculty.winthrop.edu/haynese/india/medals/PPMG.html |
| 18          | Пожарные                      | Президентская медаль пожарной службы                                                                        | https://dgfscdhg.gov.in/sites/default/files/fire_notification_1975.pdf |
| 19          | Correctional                  | President's Correctional Service Medal for Gallantry                                                        | |
| 20          | Территориальная армия         | President's Home Guard and Civil Defence Medal for Gallantry                                                | https://web.archive.org/web/20080508195107/http://faculty.winthrop.edu/haynese/india/medals/PHGCDMG.html |
| 21          | Военная                       | Юдх Сева | |
| 22          | Военная                       | Сена (награда) / Нау Сена / Ваю Сена                                                                        | https://web.archive.org/web/20080508195219/http://faculty.winthrop.edu/haynese/india/medals/VSM.html https://web.archive.org/web/20080508195046/http://faculty.winthrop.edu/haynese/india/medals/NSM.html https://web.archive.org/web/20080508214425/http://faculty.winthrop.edu/haynese/india/medals/SM.html |
| 23          | Военная                       | Медаль «Вишишт Сева»                                                                                        | |
| 24          | Полиция                       | Полицейская медаль «За храбрость»                                                                           | https://web.archive.org/web/20080531042605/http://faculty.winthrop.edu/haynese/india/medals/PMG.html |
| 25          | Пожарные                      | Медаль пожарной службы                                                                                      | https://web.archive.org/web/20080508194935/http://faculty.winthrop.edu/haynese/india/medals/FSMG.html |
| 26          | Correctional                  | Correctional Service Medal for Gallantry                                                                    | |
| 27          | Территориальная армия         | Home Guard and Civil Defence Medal for Gallantry                                                            | https://web.archive.org/web/20080508194951/http://faculty.winthrop.edu/haynese/india/medals/HGCDMG.html |
| 28          | Гражданская                   | Уттам Дживан Ракша Падак                                                                                    | https://web.archive.org/web/20080508195203/http://faculty.winthrop.edu/haynese/india/medals/UJRP.html |
| 29          | Военная                       | Медаль «Операция Пракрам»                                                                                   | |
| 30          | Военная                       | Медаль «За общие заслуги»                                                                                   | |
| 31          | Военная                       | Медаль «Саманья Сева»                                                                                       | https://web.archive.org/web/20080508195153/http://faculty.winthrop.edu/haynese/india/medals/SSM65.html |
| 32          | Военная                       | Медаль «За особые заслуги»                                                                                  | |
| 33          | Военная                       | Звезда «Самар Сева»                                                                                         | https://web.archive.org/web/20080508195158/http://faculty.winthrop.edu/haynese/india/medals/SSS65.html |
| 34          | Военная                       | Восточная звезда                                                                                            | https://web.archive.org/web/20080508195137/http://faculty.winthrop.edu/haynese/india/medals/PoS71.html |
| 35          | Военная                       | Западная звезда                                                                                             | https://web.archive.org/web/20080508195127/http://faculty.winthrop.edu/haynese/india/medals/PaS71.html |
| 36          | Военная                       | Звезда «Операция Виджай»                                                                                    | |
| 37          | Военная                       | Медаль «Ледник Сиачен»                                                                                      | https://web.archive.org/web/20080308210904/http://faculty.winthrop.edu/haynese/india/medals/glacier.html |
| 38          | Военная                       | Медаль «Ракша»                                                                                              | https://web.archive.org/web/20080508195251/http://faculty.winthrop.edu/haynese/india/medals/raksha65.html |
| 39          | Военная                       | Медаль «Санграм»                                                                                            | |
| 40          | Военная                       | Медаль «Операция Виджай»                                                                                    | |
| 41          | Военная                       | Медаль «Сайнья Сева»                                                                                        | |
| 42          | Военная                       | Медаль «Учч Тунгта»                                                                                         | |
| 43          | Полиция                       | Полицейская медаль за службу в тяжёлых условиях Police (Special Duty) Medal- 1962                           | https://web.archive.org/web/20080508195143/http://faculty.winthrop.edu/haynese/india/medals/PoliceSDM.html |
| 44          | Военная                       | Медаль «Видеш Сева»                                                                                         | |
| 45          | Полиция/Пожарные              | President's Police and First Services Medal for Distinguished Service                                       | https://web.archive.org/web/20080508195112/http://faculty.winthrop.edu/haynese/india/medals/PPFSMDS.html |
| 46          | Полиция                       | President's police Medal for Distinguished Service                                                          | https://web.archive.org/web/20080508195122/http://faculty.winthrop.edu/haynese/india/medals/PPMDS.html https://www.mha.gov.in/sites/default/files/2023-01/StatRulesPPPM-PM%28E%29290410_1%5B1%5D%5B1%5D_0.pdf                                                                                                 |
| 47          | Пожарные                      | President's Fire Services Medal for Distinguished Service                                                   | |
| 48          | Correctional                  | President's Correctional Service Medal for Distinguished Service                                            | |
| 49          | Территориальная армия         | President's Home Guards and Civil Defence Medal for Distinguished Service                                   | https://web.archive.org/web/20080508195102/http://faculty.winthrop.edu/haynese/india/medals/PHGCDMDS.html https://dgfscdhg.gov.in/dg-disc-commendation-certificate |
| 50          | Военная                       | Медаль «За заслуги»                                                                                         | |
| 51          | Военная                       | Медаль «За долгую и безупречную службу»                                                                     | |
| 52          | Полиция                       | Полицейская медаль «За заслуги»                                                                             | |
| 53          | Пожарные                      | Медаль пожарной службы за безупречную службу                                                                | |
| 54          | Correctional                  | Медаль службы исполнения наказаний за безупречную службу Correctional Service Medal for Meritorious Service | |
| 55          | Территориальная армия         | Медаль Национальной гвардии и Гражданской обороны за выдающиеся заслуги                                     | |
| 56          | Гражданская                   | Дживан Ракша Падак                                                                                          | |
| 57          | Военная                       | Орден Территориальной армии                                                                                 | |
| 58          | Военная                       | Медаль Территориальной армии                                                                                | |
| 59          | Юбилейная                     | Медаль Независимости Индии                                                                                  | |
| 60          | Юбилейная                     | Медаль независимости (1950) (Полиция)                                                                       | |
| 61          | Юбилейная                     | Медаль «50 лет независимости Индии»                                                                         | |
| 62          | Юбилейная                     | Медаль «25 лет независимости Индии»                                                                         | |
| 63          | За выслугу                    | Медаль «За 30 лет безупречной службы»                                                                       | |
| 64          | За выслугу                    | Медаль «За 20 лет безупречной службы»                                                                       | |
| 65          | За выслугу                    | Медаль «За 9 лет безупречной службы»                                                                        | |
| 66          | Иностранные/Содружество наций | | |
| 67          | Прочие                        | | |

## Упоминание в депешах
Упоминание в депешах (хинди प्रेषण में उल्लेख, англ. Mention in Dispatches) — награда вступившая в силу с 25 ноября 1950 года и применяемая с 15 августа 1947 года, применяется для признания отличившихся в зонах боевых действий, а также случаев храбрости, которые, не достигают уровня, необходимого для награждения медалями.

### Порядок представления
Право на упоминание имеют:
- Военнослужащие армии, флота и ВВС, включая резервистов;
- Члены территориальной армии, ополчения и других законных вооружённых формирований;
- Медицинский персонал службы медсестёр;
- Гражданские лица, работающие в составе или при вооружённых силах.

### Особенности награждения
Упоминание в депеше может быть посмертным. Один и тот же человек может быть упомянут в депешах несколько раз. Упомянутые в депеше получают знак отличия в виде листа лотоса на ленте соответствующей медали военной компании. Упомянание в депеше подтверждается официальным сертификатом Министерства обороны, в котором написано:
По приказу президента Республики Индии в «The Gazette of India» была опубликована депеша Главнокомандующего индийской армией/военно-морскими силами/военно-воздушными силами, в котором упоминается это имя.

## Почётная грамота начальника штаба

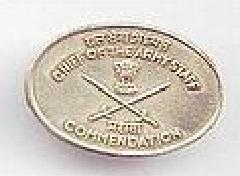
Памятный знак Почётной грамоты Начальника штаба Армии для ношения на форме

Все три вида вооружённых сил Индии вручают почётные грамоты (Commendation Cards) — знаки отличия, присуждаемые за «индивидуальные акты мужества, выдающуюся службу или преданность долгу, проявленные как в боевых, так и в небоевых условиях». Это разновидность награды за храбрость или службу.

### Порядок представления
Награда вручается за конкретный акт героизма, выдающуюся службу или особые заслуги. При этом посмертное награждение не предусмотрено.

### Особенности награждения
Правом награждать почётной грамомтой обладают высшие руководители (начальники штабов) видов вооружённых сил (армия, флот, ВВС). Кроме того, председатель Комитета начальников штабов (Chief of Defence Staff) также имеет право вручать такие грамоты. Почётные грамоты в рамках конретного вида вооружённых сил могут отличаться от подобной в другом виде вооружённых сил.

## Приказ Индийской армии о ношении наград родственниками погибших военнослужащих
Приказом от 11 июля 2019 года, изданным «Отделом церемоний и социального обеспечения Генерального адъютанта» Индийской армии, было разрешено ближайшим родственникам погибших военнослужащих носить их награды на правой стороне груди во время памятных церемоний у военных мемориалов, на кладбищах и похоронах. Согласно данному приказу, члены семьи погибшего (супруги, дети, родители) могут носить его боевые или служебные награды, находясь в гражданской одежде.
Данная мера была инициирована после многочисленных обращений ближайших родственников ветеранов вооружённых сил, выражавших желание публично чтить память павших военнослужащих путём демонстрации их наград во время памятных мероприятий. Согласно Армейскому уставу 1978 года, ношение медалей было разрешено исключительно действующим военнослужащим и военным пенсионерам.
Реформа была направлена на сохранение исторической памяти о награждённых и передачу их боевого наследия потомкам. Согласно приказу правом ношения наград наделяются члены семей при посещении:
- мемориальных церемоний
- захоронений
- похоронных процессий.

В официальном заявлении армейского командования подчёркивается, что данное решение принято после тщательного изучения обращений семей и призвано:
- Сохранить связь между поколениями
- Поддержать престиж военной службы
- Воспитывать патриотизм у потомков награждённых.